# Courtney Ford
Courtney Braden Ford (Huntington Beach, California; 27 de junio de 1978) es una actriz estadounidense de cine y televisión. Mayormente conocida por su papel de Christine Hill en Dexter (2009), Portia Bellefleur en True Blood (2011), Kelly Kline en Supernatural (2016) y más recientemente por su papel de Nora Darhk en la serie de superhéroes de The CW, Legends of Tomorrow (2017-20).

## Biografía y vida personal
Ford nació en Huntington Beach, desde muy joven se mudó a Los Ángeles para perseguir su carrera actoral; para ello se preparó con el Método Strasberg y estudió con Andrew Magarian y Lesly Kahn. La actriz es hermanastra de los productores y guionistas Roberto y J.R. Orci.
La actriz estuvo casada con el también actor Brandon Routh, la pareja se comprometió el 23 de agosto de 2006, después de tres años de relación, y se casaron en noviembre de 2007 en Santa Bárbara, California. Se divorciaron en 2024. Ambos tienen un hijo, llamado Leo James, nacido en 2012.

## Carrera
Ford inició su carrera en el cine en 2000, en la cinta BASEketball, aunque su participación no fue acreditada en el filme. La carrera de la actriz no despegó hasta diez años después, teniendo participaciones esporádicas en algunas películas y series como Ugly Betty, How I Met Your Mother o Criminal Minds, incluso pensó en retirarse de la actuación. Sin embargo, audicionó para un papel en la serie de televisión Dexter, el cual ganó, interpretando a la reportera Christine Hill, que le valió críticas positivas y una nominación a los Screen Actors Guild Awards, como mejor reparto de una serie dramática. En el cine, encarnó a «Sterling» en la película de thriller de ciencia ficción Alien Raiders (2008). Gracias a su papel, obtuvo el galardón a mejor actriz en el festival ShockerFest.
Ford interpretó a la abogada Portia Bellefleur en la cuarta temporada de la exitosa serie de HBO True Blood.  Después de esto, apareció como artista invitada en series como Grey's Anatomy, Criminal Minds, CSI: NY, The Big Bang Theory y Hawaii Five-0. Luego, Ford participó de manera regular en series como Parenthood, Murder in the First, Revenge y Supernatural. En 2017, interpretó a la villana Nora Darhk, en la serie de The CW, Legends of Tomorrow, para su cuarta temporada fue promovida como parte del elenco regular de la serie.

## Filmografía

### Cine
| Año  | Película          | Personaje          | Notas          |
| ---- | ----------------- | ------------------ | -------------- |
| 1998 | BASEketball       | Chica del marcador | Sin acreditar  |
| 2004 | Outside           | Devi               | Película corta |
| 2006 | Denial            | Mujer              | Película corta |
| 2008 | Alien Raiders     | Sterling           | Papel estelar  |
| 2008 | Fling             | Sam                | —              |
| 2011 | El buen doctor    | Stephanie          | —              |
| 2011 | Sironia           | Amanda             | —              |
| 2014 | Missing William   | Abigail Leeds      | —              |
| 2015 | Meet My Valentine | Valentine          | —              |
| 2017 | Back to love      | Erica              | —              |
| 2018 | El candidato      | Lynn Armandt       | —              |

### Televisión
| Año       | Programa                       | Personaje                                        | Notas                                                                       |
| --------- | ------------------------------ | ------------------------------------------------ | --------------------------------------------------------------------------- |
| 2000      | Profiler                       | Mujer                                            | Episodio: «Besieged»; sin acreditar                                         |
| 2001      | Moesha                         | Rita                                             | Episodio: «Saving Private Rita»                                             |
| 2003      | Threat Matrix                  | Staci                                            | Episodio: «Cold Cash»                                                       |
| 2006      | Just for Kicks                 | N/A                                              | Episodio: «Alexa in Charge»                                                 |
| 2006      | Ugly Betty                     | M.W.                                             | Episodio: «Fake Plastic Snow»                                               |
| 2008      | Monk                           | Emily Carter                                     | Episodio: «Mr. Monk Gets Hypnotized»                                        |
| 2008      | How I Met Your Mother          | Vicky                                            | Episodio: «The Naked Man»                                                   |
| 2008      | Criminal Minds                 | Austin                                           | Episodio: «52 Pickup»                                                       |
| 2009      | Cold Case                      | Tory Roberts                                     | Episodio: «Breaking News»                                                   |
| 2009      | Dexter                         | Christine Hill                                   | Personaje recurrente (cuarta temporada), 11 episodios                       |
| 2010      | Human Target                   | Laura                                            | Episodio: «Rewind»                                                          |
| 2010      | Grey's Anatomy                 | Jill Meyer                                       | Episodio: «Perfect Little Accident»                                         |
| 2010      | NCIS                           | Contramaestre Kaylen Burrows                     | Episodio: «Patriot Down»                                                    |
| 2010      | The Vampire Diaries            | Vanessa Monroe                                   | Episodio: «Bad Moon Rising»                                                 |
| 2011      | True Blood                     | Portia Bellefleur                                | 5 episodios                                                                 |
| 2011      | Drop Dead Diva                 | Gwen Walsh                                       | Episodio: «Bride-a-Palooza»                                                 |
| 2011      | CSI: Nueva York                | Nicole Moore                                     | Episodio: «Cavallino Rampante»                                              |
| 2011      | NTSF:SD:SUV::                  | Mujer europea                                    | Episodio: «I Left My Heart in Someone's Cooler»                             |
| 2011      | The Big Bang Theory            | Alice                                            | Episodio: «The Good Guy Fluctuation»                                        |
| 2011      | Hawaii Five-0                  | Suzy Green                                       | Episodio: «ke Maka»                                                         |
| 2012      | Parenthood                     | Lily                                             | 6 episodios                                                                 |
| 2014      | Murder In the First            | Tonia Pyne                                       | 4 episodios                                                                 |
| 2014      | Revenge                        | Kate Taylor                                      | 3 episodios                                                                 |
| 2015      | Kept Woman                     | Jessica Crowder                                  | Protagonista, película para televisión                                      |
| 2016      | Castle                         | Courtney                                         | Episodio: «G.D.S.»                                                          |
| 2016–17   | Supernatural                   | Kelly Kline                                      | 6 episodios                                                                 |
| 2017      | August Creek                   | Erica                                            | Película para televisión                                                    |
| 2017–21   | Legends of Tomorrow            | Nora Darhk / Fairy Godmother / Marie Antoinette  | Recurrente (Temporada 3); Principal (Temporada 4-5); Invitada (Temporada 7) |
| 2021      | The Flash                      | Nora Darhk                                       | Episodio: «Armageddon, Part 5»                                              |
| 2021      | Home Movie: The Princess Bride | Westley / El hombre de negro / El pirata Roberts | Episodio: "Chapter Six: The Fire Swamp"                                     |
| 2022-2023 | The Rookie: Feds               | Agente especial a cargo Tracy Chiles             | Recurrente                                                                  |